# Alois Leidwein
Alois Leidwein (* 18. Februar 1964 in Wien) ist ein ehemaliger österreichischer Politiker (ÖVP), Publizist und Agrarwissenschaftler. Er war von 1992 bis 2002 Generalsekretär der Österreichischen Jungbauernschaft.
Gegenwärtig ist er als Forschungsmanager tätig (Bereichsleiter für Forschung und Wissenstransfer der Agentur für Gesundheit und Ernährungssicherheit GmbH – AGES).

## Karriere
Alois Leidwein studierte an der Universität für Bodenkultur in Wien Landwirtschaft/Agrarökonomie und an der Universität Wien Rechtswissenschaften. Er hat ein Doktorat im Bereich Agrarpolitik/Agrarrecht (BOKU) und ein Doktorat im Bereich Verwaltungsrecht/Europarecht (Uni Wien).
Er war von 1991 bis 2002 agrarpolitischer Experte im Österreichischen Bauernbund und von 1992 bis 2002 der Generalsekretär der Österreichischen Jungbauernschaft. Während dieser Zeit war er für einige Monate als nationaler Experte in die EU-Kommission sekundiert und anschließend als Experte im Team für die österreichischen Beitrittsverhandlungen zur EU. 1998 - 2002 war er Sekretär der politischen Agrarlandesrätekonferenz und Chefredakteur der agrarpolitischen Monatszeitschrift idk.
Unter seiner Ägide als Jungbauernsekretär wurde die Jungbauernschaft als eigenständige Organisation ausgegliedert und positioniert. Er setzte 2000 den als Pin-Up-Kalender konzipierten Jungbauernkalender im damals noch erzkonservativen bäuerlichen Umfeld durch und implementierte damit eine sich selbst finanzierende Imagekampagne für Jungbauern/Jungbäuerinnen. Der Jungbauernkalender ist nach wie vor der meistverkaufte Kalender Österreichs.
Leidwein konzipierte Ende 1992/Anfang 2003 das Österreichische Programm für umweltgerechte Landwirtschaft (ÖPUL) als dauerhafte wirtschaftliche Ausgleichsmaßnahme für die österreichische Landwirtschaft nach dem EU-Beitritt. Das Innovative am ÖPUL war die flächenhafte Aufrollung von bis dato einzeln oder nur regional angeboten und geförderten Extensivierungsmaßnahmen. Das Konzept wurde 1993/94 von der Agrarpolitik aufgegriffen als sich abzeichnete, dass andere Ausgleichsmaßnahmen für die Landwirtschaft bei den EU-Beitrittsverhandlungen nicht durchsetzbar waren. Die EU-Beitrittskampagne für den Sektor Landwirtschaft wurde von ihm maßgeblich mitgestaltet.
2002 wechselte Leidwein in den Diplomatischen Dienst nach Genf. Seit 2007 ist er in der Österreichischen Agentur für Gesundheit und Ernährungssicherheit GmbH (AGES) tätig und ist für Forschung und Wissenstransfer in der AGES (Gesundheit von Boden-, Pflanzen, Tieren, Menschen und Sicherung der Ernährung) zuständig.

## Leben
Alois Leidwein lebt in Dürnkrut, NÖ, ist verheiratet und ist Vater von zwei Kindern – Alois Nikolaus, * 2003, † 2020 und Marlene * 2004.
Leidwein hat über 50 wissenschaftliche und populärwissenschaftliche Publikationen verfasst und ist Autor und Ko-Autor mehrerer Bücher. Er arbeitet seit 2008 nebenbei als Gerichtssachverständiger für landwirtschaftliche Immobilien- und Unternehmensbewertung.
Er ist Mitglied der CV-Verbindung KaV Norica Wien, Obmann des Jagdausschusses Dürnkrut (Vertreter der Grundeigentümer), Mitglied in zahlreichen wissenschaftlichen Gremien und seit 2015 Co-Chefredakteur „Die Bodenkultur“.

## Publikationen (Auswahl)
- Europäisches Agrarrecht. 2004. 2. Auflage, 533 Seiten. NWV, Wien/Berlin, ISBN 978-3-7083-0223-2
- Title Agriculture, in: Smit & Herzog on The Law of the European Union, A Commentary on the Treaties, Hrsg. Smit, Herzog, Campbell, Zagel, Matthew Bender Company/LexisNexis, New York, Ergänzungslieferungen 2 mal jährlich, ISBN 978-1-57911-804-4, (26 Koautoren) 82 Seiten, bis dato: 5 Überarbeitungen
- Rechtsträger AGES, Amt, Unternehmen; Forschungseinrichtung, in: Jahrbuch Agrarrecht 16, NWV, Wien Graz, 235-268
- Das Recht der Imkerei, in: Jahrbuch Agrarrecht 10, 215-244, NWV, Wien Graz, Oktober 2010, ISBN 978-3-7083-0720-6
- Diskontierungsverfahren zur Bewertung von landwirtschaftlichen Unternehmen, Liegenschaften und in anderen Ertragswertrechnungen. In: Der Sachverständige, 2/2019, Linde Verlag.
- Landwirtschaft und Landwirtschaftlicher Betrieb – Legaldefinitionen und Verkehrsanschauung. In: Die Bodenkultur. 2/2018
- The protection of traditional knowledge associated with biological and genetic resources. General legal issues and measures already taken by the European Union and its Member States in the field of agriculture and food production, The Journal of World Intellectual Property, 06/2006; 9(3):251 – 275, Blackwell Publishing, Oxford/Geneva. DOI:10.1111/j.1422-2213.2006.00277.
- WTO Recht und Umweltschutz – Auswirkungen auf die nationale Gesetzgebung und Verwaltung in den Bereichen Umweltschutz, Konsumentenschutz und Gesundheitspolitik. In: Recht der Umwelt, Wien, 4/2005, Verlag Manz.